# 공개 위치 코드

공개 위치 코드(Open Location Code, OLC)는 지구 어디에서나 영역을 식별하기위한 지오 코드 시스템이다. Google의 쥐리히 엔지니어링 사무소에서 개발되어 2014년 10월 말에 출시되었다. OLC 시스템에서 생성한 위치 코드는 "플러스 코드"라고 한다.
공개 위치 코드는 일반적인 위도 및 경도 형식으로 좌표를 표시하는 것보다 사용하기 쉬운 형식으로 위치를 인코딩하는 방법이다. 플러스 코드는 주소와 같이 사용하도록 설계되었으며 거리 이름, 집 번호 및 우편번호와 같은 건물을 식별하는 공식 시스템이 없는 장소에서 특히 유용할 수 있다.